# ألكسندر رودنسكي
ألكسندر رودنسكي (بالإنجليزية: Alexander Rudensky)‏ (وُلد في 21 أغسطس 1956) هو اختصاصي المناعة في مركز ميموريال سلون كيترينج للسرطان، وهو معروف بأبحاثه حول الخلايا التائية التنظيمية وعامل نسخ FOXP3.

## المسار
حصل رودنسكي على شهادة الدكتوراة من معهد أبحاث Gabrichevsky في علم الأوبئة وعلم الأحياء الدقيقة في موسكو، وأكمل عمله بعد الدكتوراة في كلية الطب في جامعة ييل. وهو الآن رئيس برنامج علم المناعة ومدير مركز لودفيغ في ميموريال سلون كيترينج، وكذلك أستاذ في جامعة روكفلر، وجامعة كورنيل، ومدرسة جيرستنر للدراسات العليا، وكلية طب ويل كورنيل في جامعة كورنيل.
في ورقة عام 2003، قدم رودنسكي وزملاؤه أن برنامج Foxp3 لتنمية الخلية التائية التنظيمية. يستمر مختبره في التحقيق في الآليات الجزيئية التي تقوم عليها أنشطة الخلايا التائية التنظيمية، والدور الذي تلعبه هذه الخلايا في المناعة الذاتية، ومناعة الورم، ومناعة العدوى.

## الجوائز
- 2012 عضو في الأكاديمية الوطنية للعلوم[11]
- 2015 عضو في الأكاديمية الأمريكية للفنون والعلوم[12]
- 2015 جائزة وليام ب. كولي[13]
- 2017 جائزة كرافورد في التهاب المفاصل[14]

## وصلات خارجية
- mskcc.org
- Fontenot، Jason D.؛ Rasmussen، Jeffrey P.؛ Williams، Luke M.؛ Dooley، James L.؛ Farr، Andrew G.؛ Rudensky، Alexander Y. (2005). "Regulatory T Cell Lineage Specification by the Forkhead Transcription Factor Foxp3". Immunity. ج. 22 ع. 3: 329–41. DOI:10.1016/j.immuni.2005.01.016. PMID:15780990.